# آزی-سور-شر
آزی-سور-شر (به فرانسوی: Azay-sur-Cher) یک کمون در فرانسه است که در اندر-ا-لوآر واقع شده‌است. آزی-سور-شر ۲۲٫۸۵ کیلومتر مربع مساحت دارد.